# Pleurobema rubellum
Pleurobema rubellum o Pleurobema furvum es una especie de molusco bivalvo  de la familia Unionidae en peligro crítico de extinción por la pérdida de su hábitat natural.

## Distribución geográfica
Es endémica de los Estados Unidos. Fue considerada extinta hasta hace poco, pero una revaluación (Bankhead National Forest) en Alabama redefinió la pérdida de población en >80-90% en un periodo de 3 generaciones o 57 años (rango de duración de 3 generaciones).

## Hábitat
Su hábitat natural son los ríos.